# Иенген Спор
„Иенген Спор“ ([jəŋ.ɡɛːn spɔʁ]) (на френски: Hienghène Sport) е новокаледонски футболен клуб от град Иенген. Състезава се в Суперлигата на Нова Каледония. Играе мачовете си на стадион „Стад дьо Иенген“ с капацитет 1800 зрители.

## История
Иенген спор е основан през 1997 година. От 2008/09 започва да играе в Суперлигата, като печели три пъти шампионската титла и става четири пъти вицешампион.
През 2013 и 2015 година печели и Купата на Нова Каледония, което му дава право да играе и в турнира за Купата на Франция през 2013/14 и 2015/16 години.
Дебютира в Шампионската лига на Океания през 2017 година, а през 2019 година става континентален шампион побеждавайки на финала друг тим от Нова Каледония „АС Мажента“ с резултат 1:0. На полуфинала е победен новозеландския „Тийм Уелингтън“ с 2:0.
Участник в Световното клубно първенство през декември 2019 година.

## Успехи

### Национални
- Суперлига на Нова Каледония
  -  Шампион (2): 2017, 2019
  -  Второ място (4): 2009, 2012, 2013, 2015
- Купа на Нова Каледония
  -  Носител (2): 2013, 2015, 2019
  -  Финалист (6): 2016, 2017, 2018

## Международни
- Носител (1): 2019